# Grenadierzy

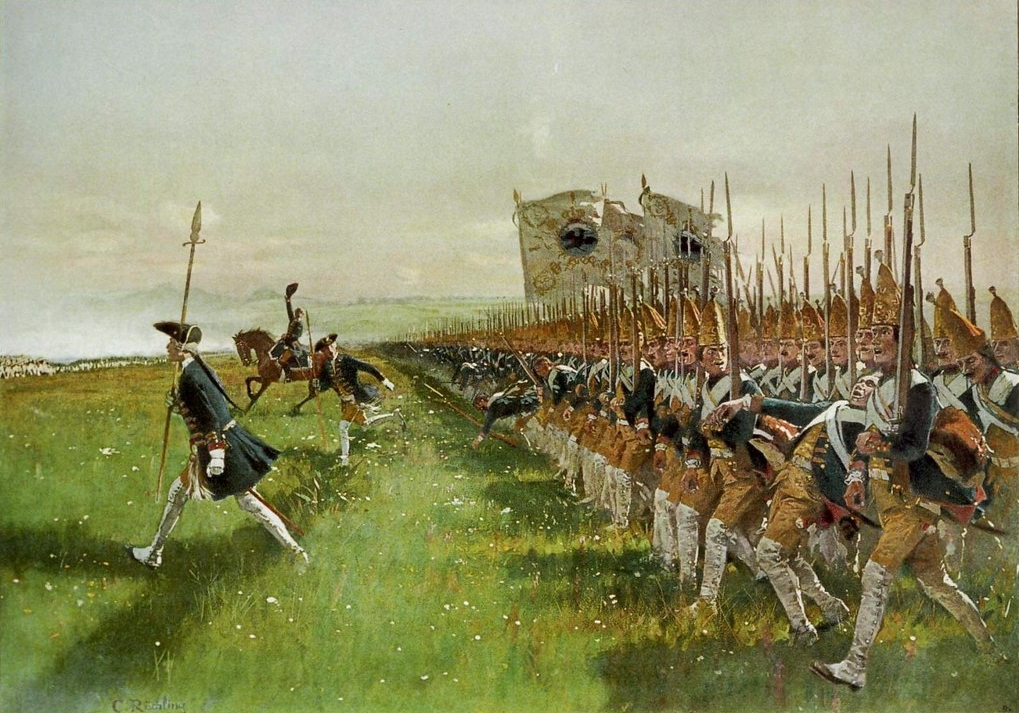
Pruscy grenadierzy z XVIII wieku podczas bitwy pod Dobromierzem

Grenadierzy (z franc.) – formacja piechoty powstała na zachodzie Europy w pierwszej połowie XVII w., której głównym zadaniem było miotanie granatów ręcznych. W XVIII wieku oddziały grenadierów przekształciły się w doborowe jednostki przeznaczone do ataków na bagnety.
Grenadierzy uzbrojeni byli w karabiny z bagnetami (początkowo mieli także granaty ręczne) i krótkie szable piechotne (tasaki). W wojskach napoleońskich całkowita masa oporządzenia grenadiera wynosiła 27-35 kilogramów.
Obok grenadierów pieszych pojawili się również grenadierzy konni, którzy tworzyli kompanie wyborcze regimentów dragońskich lub samodzielne pułki. Do najbardziej znanych jednostek grenadierów konnych należał pułk gwardii Napoleona. 
Podobnie jak w innych krajach europejskich, również w Polsce powstały pułki grenadierów (w XVIII wieku regiment gwardii pieszej koronnej, a w okresie Królestwa Kongresowego pułk grenadierów gwardii) i kompanie grenadierów (tzw. kompanie wyborcze) przy batalionach piechoty (w Legionach, w wojsku Księstwa Warszawskiego oraz Królestwa Kongresowego). Podczas insurekcji kościuszkowskiej nazwę grenadierów nadano doborowym regimentom kosynierskim (grenadierzy krakowscy, sandomierscy i lubelscy).
Grenadierzy konni pojawili się w Polsce także w XVIII wieku – były to doborowe oddziały regimentów dragońskich. W czasach Księstwa Warszawskiego grenadierami konnymi zwano żołnierzy kompanii wyborczych jazdy - była to jednak nazwa nieoficjalna.
Na przełomie XVIII i XIX wieku jednostki grenadierów przekształciły się w jednostki gwardyjskie, które od pozostałych oddziałów różniły się głównie doborem żołnierzy (do jednostek grenadierów kierowano najlepiej zbudowanych rekrutów). Napoleon Bonaparte tworzył z nich także swoją gwardię ponieważ do grenadierów należeli ludzie rośli, silni i sprawni fizycznie.
W wielu armiach grenadierzy istnieli do I wojny światowej. W czasie II wojny światowej jednostki grenadierów były elitarnymi oddziałami piechoty francuskiej. W Armii Polskiej we Francji nazwę grenadierów przyznano 1 Dywizji Grenadierów). Później na terenie Wielkiej Brytanii, w składzie 4 Dywizji Piechoty sformowano 1 Brygadę Grenadierów. 
Obecnie jednostki grenadierów wchodzą w skład Bundeswehry (są to jednostki piechoty zmechanizowanej). W innych armiach jako grenadierów określa się żołnierzy uzbrojonych w granatniki.

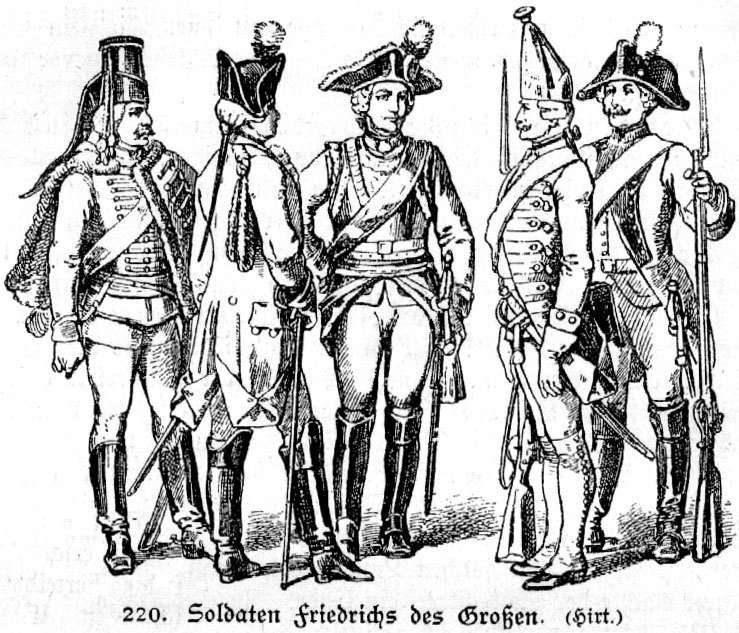
Wojsko pruskie, od lewej: huzar, dragon, kirasjer, grenadier i muszkieter
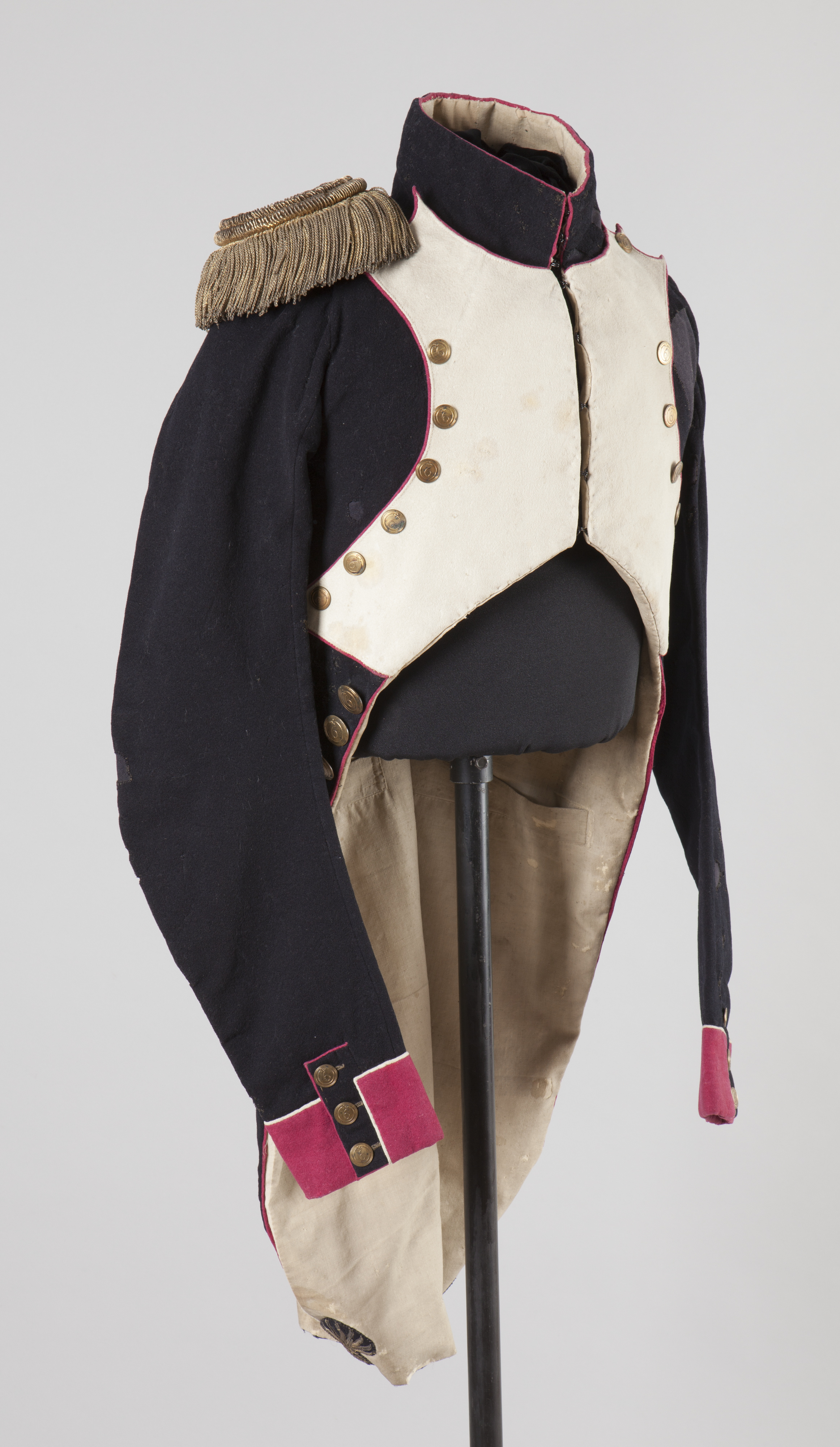
Frak munduru galowego oficera kompanii grenadierów 6. pułku piechoty Księstwa Warszawskiego
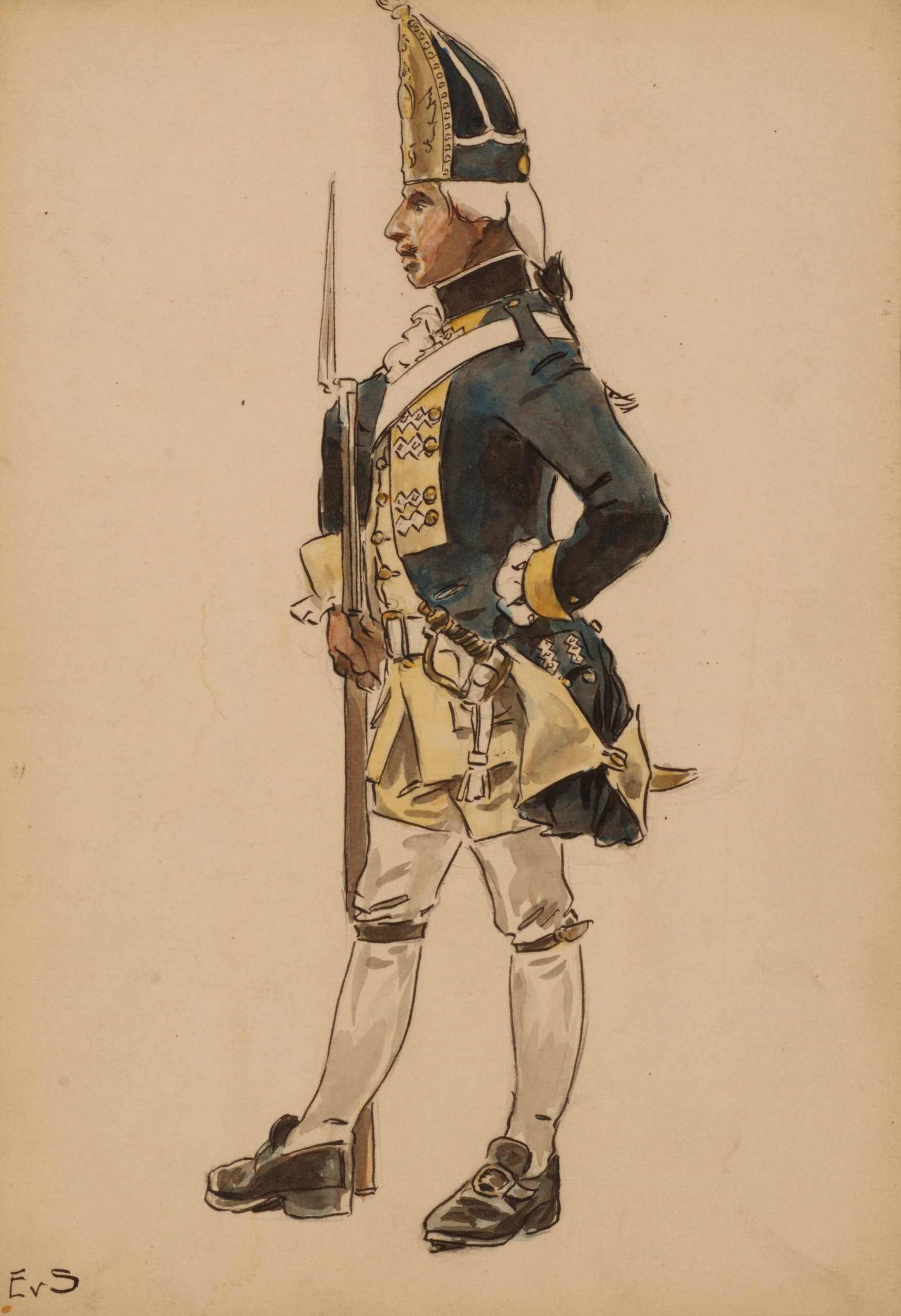
Grenadier szwedzkiego Pułku Sudermańskiego(inne języki) w charakterystycznej grenadierce (mitrze) z 1765 r.